# Кемери (национальный парк)

«Лесной дом»

Национальный парк Кемери (латыш. Ķemeru nacionālais parks) — национальный парк Латвии, основанный в 1997 году. Парк включает в себя Большое Кемерское болото, озеро Каниерис, долину реки Слоцене, серные источники болота Заля (Зелёного), древние материковые дюны, песчаный пляж с прибрежными дюнами и озеро Валгума.
Общая площадь Национального парка Кемери 382 км², он расположен в Земгале (большей своей частью) и Видземе; фрагментально на западе Юрмалы, в Валгундской волости Елгавского края, Энгурской, Смардской, Лапмежциемской волостях Энгурского края, Джукстской и Слампской волостях Тукумского края, Салской волости Бабитского края.
Парк занимает территорию в 38165 га, из которых 1954 га приходится на Рижский залив.